# Fatumuti
Fatumuti is een bestuurslaag in het regentschap Timor Tengah Utara van de provincie Oost-Nusa Tenggara, Indonesië. Fatumuti telt 1219 inwoners (volkstelling 2010).